# Prisches
Prisches ist eine französische Gemeinde mit 1.046 Einwohnern (Stand 1. Januar 2022) im Département Nord in der Region Hauts-de-France. Sie gehört zum Kanton Avesnes-sur-Helpe im Arrondissement Avesnes-sur-Helpe. Die Bewohner nennen sich Prischois(es).

## Lage
Die Gemeinde Prisches liegt an der Rivièrette im Regionalen Naturpark Avesnois an der Grenze zum Département Aisne. Die Nachbargemeinden sind Maroilles im Norden, Grand-Fayt im Nordosten, Petit-Fayt und Beaurepaire-sur-Sambre im Osten, Barzy-en-Thiérache im Süden, Fesmy-le-Sart im Südwesten sowie Le Favril im Westen. Durch Prisches verläuft die ehemalige Route nationale 364.

## Bevölkerungsentwicklung
| Jahr                       | 1962 | 1968 | 1975 | 1982 | 1990 | 1999 | 2006 | 2014 | 2021 |
| Einwohner                  | 1183 | 1115 | 982  | 929  | 956  | 959  | 977  | 1030 | 1043 |
| Quellen: Cassini und INSEE |      |      |      |      |      |      |      |      |      |

## Sehenswürdigkeiten
- Kirche Saint-Nicolas
- Bildstöcke
- Flurkreuz
- Wasserturm
- Ehemalige katholische Kirche Notre-Dame de Prisches
- Gefallenendenkmal

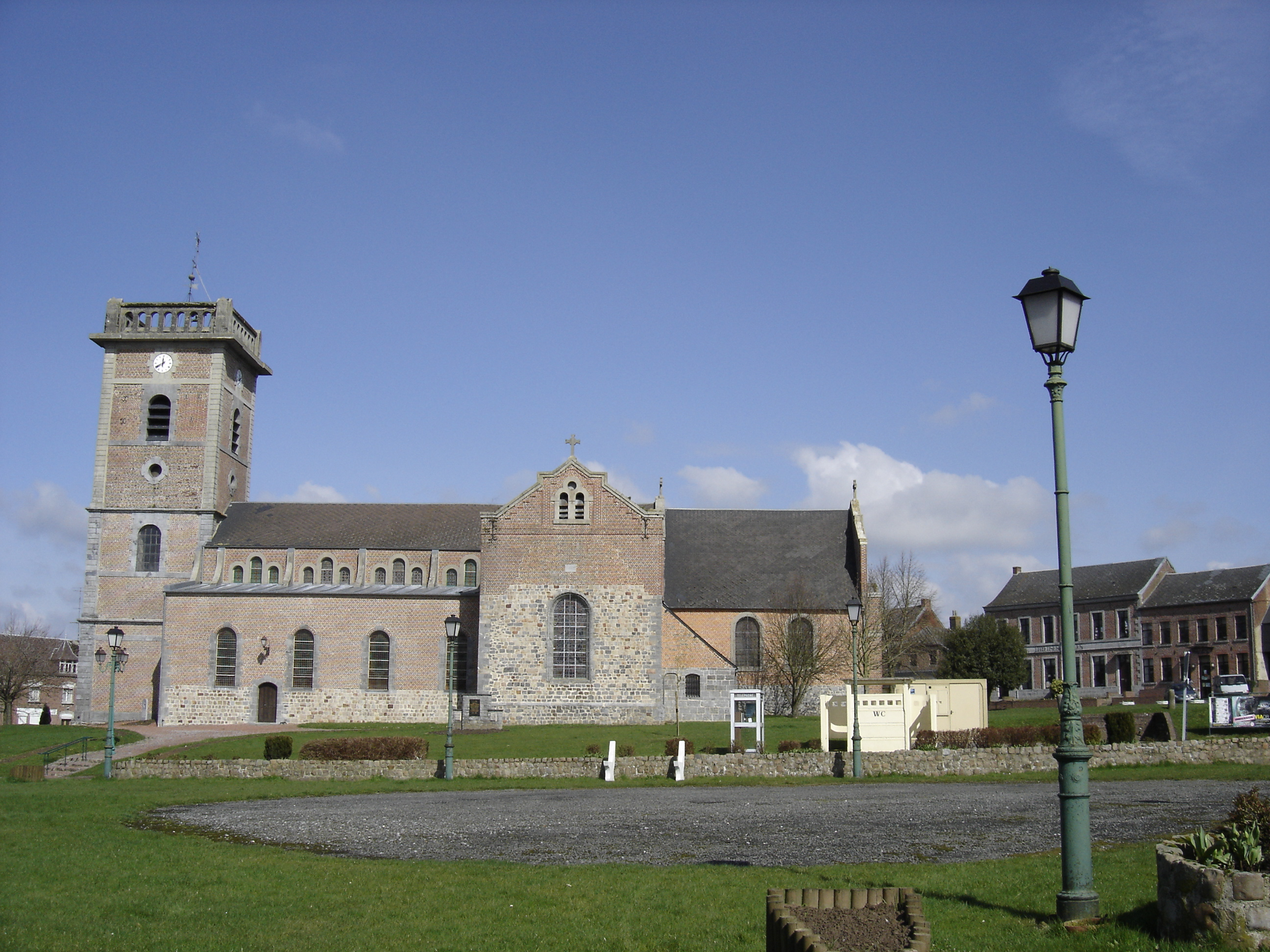
Kirche Saint-Nicolas im Zentrum von Prisches
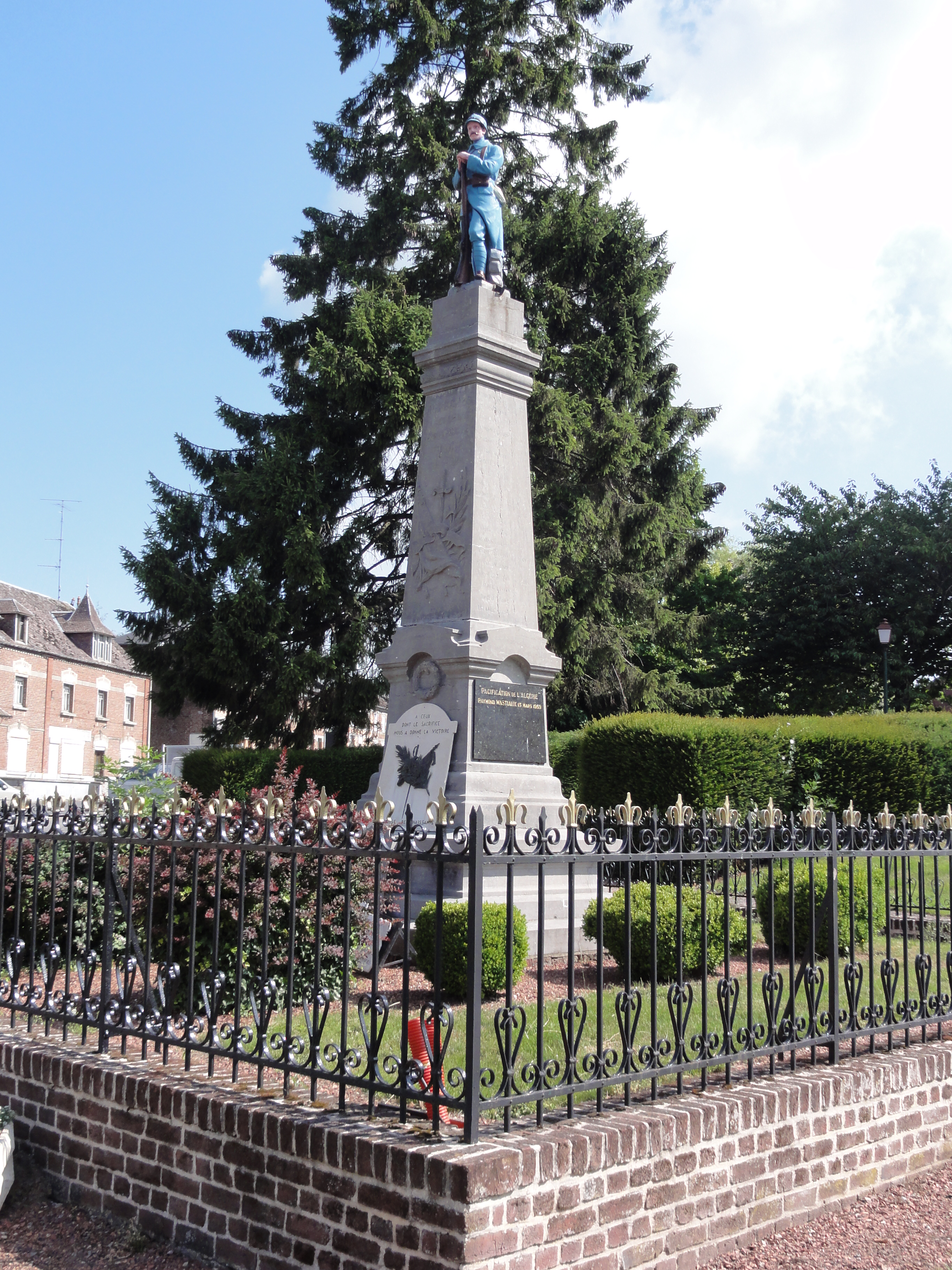
Gefallenendenkmal